# بيتر غونزاليس
بيتر فيديريكو غونزاليس كارمونا (باللغة الإسبانية:Peter Federico González Carmona؛ مواليد 25 يوليو 2002) هو لاعب كرة قدم إسباني، يلعب في مركز الجناح مع نادي خيتافي.

## وصلات خارجية
- بيتر غونزاليس على موقع قاعدة بيانات كرة القدم.إي يو (الإنجليزية)
- بيتر غونزاليس على موقع ليكيب (الفرنسية)
- بيتر غونزاليس على موقع Soccerway.com (الإنجليزية)
- بيتر غونزاليس على موقع عالم كرة القدم.نت (الإنجليزية)